# SK Slavia Praha 2019/2020
Tento článek se podrobně zabývá událostmi ve fotbalovém klubu SK Slavia Praha v období sezony 2019/20 a jeho působení v 1. lize, ligovém poháru a evropských pohárech. Slavii se v předcházejícím ročníku podařilo získat mistrovský titul a zajistit si tak start ve čtvrtém předkole Ligy Mistrů UEFA, do kterého vstoupila jako nenasazený tým. Slavia postoupila ze čtvrtého předkola do základní skupiny Ligy Mistrů UEFA. Stalo se tak poprvé od roku 2007. Zároveň Slavia obhájila triumf v české pohárové soutěži – MOL Cup – a zajistila si tím účast na utkání Česko-Slovenského superpoháru proti vítězi slovenského ligového poháru a i toto utkání Slavia vyhrála. V základní skupině Ligy Mistrů UEFA skončila Slavia na čtvrtém místě a nepostoupila do vyřazovací fáze. Podařilo se jí však 8. července 2020 vyhrát 1. fotbalovou ligu. Slavia tak získala svůj 6. titul mistra České republiky a 20. titul celkem.
Ligový ročník byl ovlivněn pandemií. V období od 9. března 2020 do 25. května 2020 byla soutěž přerušena. Zbylé zápasy byly dohrány s omezeným počtem diváků na stadionech.

## Klub

### Vlastník
Klub vstoupil do nového ročníku ve stejné majetkové struktuře.

### Realizační tým
Ve složení realizačního týmu nedošlo oproti předchozímu ročníku ke změnám. Hlavním trenérem zůstal Jindřich Trpišovský, jeho asistenty Jaroslav Köstl , Zdeněk Houštecký a Pavel Řehák. Tým brankářských trenérů působí ve složení Štěpán Kolář a Radek Černý. Sportovním ředitelem je Jan Nezmar.
| Post                         | Jméno               |
| ---------------------------- | ------------------- |
| Hlavní trenér                | Jindřich Trpišovský |
| Asistent trenéra             | Jaroslav Köstl      |
| Asistent trenéra             | Zdeněk Houštecký    |
| Asistent trenéra             | Pavel Řehák         |
| Trenér brankářů              | Štěpán Kolář        |
| Trenér brankářů              | Radek Černý         |
| Vedoucí mužstva              | Stanislav Vlček     |
| Kondiční trenér              | Martin Třasák       |
| Hlavní kustod                | Jiří Šveněk         |
| Klubové vedení               |                     |
| Prezident klubu (PP)         | Jiří Šimáně         |
| Předseda představenstva      | Jaroslav Tvrdík     |
| Sportovní ředitel            | Jan Nezmar          |
| Manažer mládežnické akademie | Jiří Plíšek         |
| Hlavní Skaut                 |                     |
| Finanční ředitel (ČP)        | Daniel Konrád       |
| Ředitel komunikace           | Michal Býček        |

### Sada dresů
Domácí sada dresů nese tradiční barvy klubu prvně uvedené již v roce 1896 a od roku 1956 jsou prakticky neměnné.
- Výrobce: Umbro (podzim) / Puma (jaro)
- Hlavní sponzoři: CEFC China (podzim) / CITIC Group (jaro)

## Soupiska

### První tým
Aktuální k datu 1. února 2020
| Číslo | Pozice | Nár.              | Hráč              | Datum narození a věk        | Od roku | Cena        | Smlouva do | Předchozí angažmá    | Pozn. |
| ----- | ------ | ----------------- | ----------------- | --------------------------- | ------- | ----------- | ---------- | -------------------- | ----- |
| 1     | B      | Česko             | Ondřej Kolář      | 17. října 1994 (30 let)     | 2018    | 25 mil.Kč   | 2022       | FC Slovan Liberec    |       |
| 2     | O      | Česko             | David Hovorka     | 7. srpna 1993 (31 let)      | 2019    | 20. mil. Kč | 2023       | FK Jablonec          |       |
| 3     | O      | Česko             | Tomáš Holeš       | 31. března 1993 (32 let)    | 2019    | 60 mil. Kč  | 2023       | FK Jablonec          |       |
| 5     | O      | Česko             | Vladimír Coufal   | 22. srpna 1992 (32 let)     | 2018    | 18 mil. Kč  | 2021       | FC Slovan Liberec    |       |
| 7     | Z      | Rumunsko          | Nicolae Stanciu   | 7. května 1993 (31 let)     | 2019    | 100 mil. Kč | 2023       | Al-Ahli              |       |
| 9     | Ú      | Nigérie           | Peter Olayinka    | 16. listopadu 1995 (29 let) | 2018    | 3,2 mil. €  | 2022       | KAA Gent             |       |
| 11    | Ú      | Česko             | Stanislav Tecl    | 1. září 1990 (34 let)       | 2017    | —           | 2021       | FK Jablonec          |       |
| 12    | O      | Česko             | Jaroslav Zelený   | 20. srpna 1992 (32 let)     | 2018    | 23 mil. Kč  | 2022       | FK Jablonec          |       |
| 13    | Z      | Česko             | Patrik Hellebrand | 16. května 1999 (25 let)    | 2020    |             |            | 1. FC Slovácko       |       |
| 15    | O      | Česko             | Ondřej Kúdela     | 26. března 1987 (38 let)    | 2018    | 10 mil.Kč   | 2022       | FC Slovan Liberec    |       |
| 16    | Z      | Brazílie          | João Felipe       | 24. června 2001 (23 let)    | 2019    | —           | 2023       | Palmeiras            | [ 4 ] |
| 17    | Z      | Česko             | Lukáš Provod      | 23. října 1996 (28 let)     | 2019    | —           |            | Dynamo Č. Budějovice |       |
| 18    | O      | Česko             | Jan Bořil         | 11. ledna 1991 (34 let)     | 2016    | 15 mil. Kč  | 2021       | FK Mladá Boleslav    |       |
| 23    | Z      | Česko             | Petr Ševčík       | 4. května 1994 (30 let)     | 2019    | 1 mil. €    | 2022       | FC Slovan Liberec    |       |
| 24    | O      | Česko             | Laco Takács       | 15. července 1996 (28 let)  | 2019    | —           |            | FK Mladá Boleslav    |       |
| 25    | O      | Česko             | Michal Frydrych   | 27. února 1990 (35 let)     | 2015    | 5 mil.Kč    | 2021       | FC Baník Ostrava     |       |
| 26    | Z      | Libérie           | Oscar Dorley      | 19. července 1998 (26 let)  | 2020    | —           |            | FC Slovan Liberec    |       |
| 27    | Z      | Pobřeží slonoviny | Ibrahim Traoré    | 16. září 1988 (36 let)      | 2018    | —           | 2022       | FC Fastav Zlín       |       |
| 28    | Z      | Česko             | Lukáš Masopust    | 12. února 1993 (32 let)     | 2019    | —           | 2022       | FK Jablonec          |       |
| 29    | Ú      | Bahrajn           | Yusuf             | 12. června 1993 (31 let)    | 2019    | —           | 2022       | FC Bohemians 1905    |       |
| 30    | B      | Česko             | Jakub Markovič    | 13. července 2001 (23 let)  |         | ×           | 2024       | Slavia U17           |       |
| 31    | B      | Česko             | Přemysl Kovář     | 14. října 1985 (39 let)     | 2017    | ×           | 2021       | PFK Černo More Varna |       |
| 6     | O      | Česko             | David Zima        | 8. listopadu 2000 (24 let)  | 2020    | 30 mil.Kč   | 2024       | SK Sigma Olomouc     | [ 7 ] |

### Změny v kádru v letním přestupovém období 2019
| Přišli do týmu |      |          |                 |     |                      |                    |                    |                    |       |
| Číslo          | Poz. | Nár.     | Hráč            | Věk | Odkud přišel         | Do roku            | Typ                | Cena               | Zdroj |
| 2              | O    | Česko    | David Hovorka   | 25  | FK Jablonec          | 2023               | přestup            | 20 mil. Kč         |       |
| 3              | O    | Česko    | Tomáš Holeš     | 26  | FK Jablonec          | 2023               | přestup            | 60 mil. Kč         |       |
| 29             | Ú    | Bahrajn  | Yusuf           | 26  | FC Bohemians 1905    | návrat z hostování | návrat z hostování | návrat z hostování |       |
| 7              | Z    | Rumunsko | Nicolae Stanciu | 26  | Al-Ahli              | 2023               | přestup            | 100 mil. Kč        |       |
| 17             | Z    | Česko    | Lukáš Provod    | 22  | Dynamo Č. Budějovice | 2020               | hostování+         |                    |       |
| 32             | Z    | Česko    | Jakub Hora      | 28  | FK Teplice           | 2020               | hostování+         |                    |       |
| 24             | O    | Česko    | Laco Takács     | 23  | FK Mladá Boleslav    | 2020               | hostování+         |                    |       |
| 16             | Z    | Brazílie | João Felipe     | 18  | Palmeiras            | 2023               | přestup            |                    | [ 4 ] |
|                | Z    | Libérie  | Oscar Dorley    | 21  | FC Slovan Liberec    |                    | přestup            |                    |       |

| Odešli z týmu |      |                   |                        |     |                       |                 |                 |       |
| Číslo         | Poz. | Nár.              | Hráč                   | Věk | Kam odešel            | Typ             | Cena            | Zdroj |
| 8             | Z    | Česko             | Jaromír Zmrhal         | 26  | Brescia Calcio        | přestup         | 3,75 mil €      |       |
| 17            | Z    | Slovensko         | Miroslav Stoch         | 29  | PAOK Soluň            | přestup         | 1,5 mil €       |       |
| 19            | O    | Pobřeží slonoviny | Simon Deli             | 27  | Club Brugge           | přestup         | 2,5 mil €       |       |
| 13            | O    | Kamerun           | Michael Ngadeu-Ngadjui | 27  | KAA Gent              | přestup         | 4,5 mil €       |       |
| 27            | Z    | Chorvatsko        | Marko Alvir            | 25  | 1. FK Příbram         | hostování       | hostování       |       |
| 33            | O    | Česko             | Alex Král              | 21  | FK Spartak Moskva     | přestup         | 12 mil €        |       |
| 20            | Z    | Rumunsko          | Alexandru Băluță       | 25  | FC Slovan Liberec     | hostování       | hostování       |       |
|               | B    | Slovensko         | Martin Kuciak          | 37  | Železiarne Podbrezová | konec hostování | konec hostování |       |
|               | Z    | Libérie           | Oscar Dorley           | 21  | FC Slovan Liberec     | hostování       | hostování       |       |

| Přechod hostování (přišli z hostování a odešli na jiné) |          |               |     |                    |           |                   |       |
| Poz.                                                    | Nár.     | Hráč          | Věk | Odkud přišel       | Typ       | Kam odešel        | Zdroj |
| O                                                       | Česko    | Jakub Jugas   | 27  | FK Mladá Boleslav  | hostování | FK Jablonec       |       |
| O                                                       | Česko    | Jan Sýkora    | 25  | FC Slovan Liberec  | hostování | FK Jablonec       |       |
| Ú                                                       | Česko    | Jan Matoušek  | 21  | 1. FK Příbram      | hostování | FK Jablonec       |       |
| Z                                                       | Rakousko | Jonas Auer    | 18  | FK Viktoria Žižkov | přestup   | FK Mladá Boleslav |       |
| O                                                       | Česko    | Matěj Chaluš  | 21  | 1. FK Příbram      | přestup   | FC Slovan Liberec |       |
| O                                                       | Česko    | Lukáš Pokorný | 26  | FC Bohemians 1905  |           |                   |       |

### Změny v kádru v zimním přestupovém období 2020
| Přišli do týmu |      |         |                   |     |                      |                    |                    |                    |       |
| Číslo          | Poz. | Nár.    | Hráč              | Věk | Odkud přišel         | Do roku            | Typ                | Cena               | Zdroj |
|                | Z    | Česko   | Patrik Hellebrand | 20  | 1. FC Slovácko       |                    | přestup            | 20 mil. Kč         |       |
| 17             | Z    | Česko   | Lukáš Provod      | 22  | Dynamo Č. Budějovice |                    | přestup            | 1,5 mil. Kč        |       |
| 24             | O    | Česko   | Laco Takács       | 23  | FK Mladá Boleslav    |                    | přestup            | 26 ml. Kč          |       |
| 26             | Z    | Libérie | Oscar Dorley      | 21  | FC Slovan Liberec    | návrat z hostování | návrat z hostování | návrat z hostování |       |
|                | O    | Česko   | David Zima        | 19  | SK Sigma Olomouc     | 2024               | přestup            | 30 mil. Kč         | [ 7 ] |

| Odešli z týmu |      |            |                |     |                   |                 |                 |       |
| Číslo         | Poz. | Nár.       | Hráč           | Věk | Kam odešel        | Typ             | Cena            | Zdroj |
| 21            | Ú    | Česko      | Milan Škoda    | 33  | Çaykur Rizespor   | přestup         | zdarma          |       |
| 22            | Z    | Česko      | Tomáš Souček   | 24  | West Ham United   | hostování+      | 20,4 mil.€      | [ 9 ] |
| 10            | Z    | Česko      | Josef Hušbauer | 29  | Dynamo Dresden    | hostování+      | hostování+      |       |
| 14            | Ú    | Nizozemsko | Mick van Buren | 27  | ADO Den Haag      | hostování       | hostování       |       |
| 26            | Z    | Slovensko  | Jakub Hromada  | 23  | FC Slovan Liberec | hostování       | hostování       |       |
| 32            | Z    | Česko      | Jakub Hora     | 28  | FK Teplice        | konec hostování | konec hostování |       |

| Přechod hostování (přišli z hostování a odešli na jiné) |       |            |     |              |           |             |       |
| Poz.                                                    | Nár.  | Hráč       | Věk | Odkud přišel | Typ       | Kam odešel  | Zdroj |
| O                                                       | Česko | Jan Sýkora | 26  | FK Jablonec  | hostování | FK Jablonec |       |

Poznámky:  —   = nezveřejněno (dohoda mezi kluby),   †   = odhadovaná cena,   +   = opce na prodloužení smlouvy,   ‡   = hráč působil pouze v  juniorském týmu

## Hráčské statistiky

### Střelecká listina
| Poz. | Nár.              | Hráč            | Góly | Fortuna:Liga | Liga mistrů UEFA | Evrop. liga UEFA | MOL Cup |
| ---- | ----------------- | --------------- | ---- | ------------ | ---------------- | ---------------- | ------- |
| O    | Česko             | Tomáš Souček    | 10   | 8            | 2                |                  |         |
| Ú    | Česko             | Milan Škoda     | 9    | 5            |                  |                  | 4       |
| Z    | Česko             | Lukáš Masopust  | 7    | 6            | 1                |                  |         |
| Ú    | Chorvatsko        | Petar Musa      | 7    | 7            |                  |                  |         |
| Z    | Česko             | Petr Ševčík     | 6    | 6            |                  |                  |         |
| Z    | Česko             | Josef Hušbauer  | 5    | 5            |                  |                  |         |
| Ú    | Nigérie           | Peter Olayinka  | 5    | 4            | 1                |                  |         |
| Z    | Rumunsko          | Nicolae Stanciu | 4    | 4            |                  |                  |         |
| O    | Česko             | Vladimír Coufal | 3    | 3            |                  |                  |         |
| O    | Česko             | Jan Bořil       | 3    | 1            | 2                |                  |         |
| Ú    | Česko             | Stanislav Tecl  | 3    | 3            |                  |                  |         |
| Z    | Pobřeží slonoviny | Ibrahim Traoré  | 3    | 3            |                  |                  |         |
| Ú    | Nizozemsko        | Mick van Buren  | 2    | 1            |                  |                  | 1       |
| O    | Česko             | Michal Frydrych | 2    | 1            |                  |                  | 1       |
| O    | Česko             | Ondřej Kúdela   | 2    | 2            |                  |                  |         |
| Z    | Česko             | Lukáš Provod    | 2    | 2            |                  |                  |         |
| Ú    | Bahrajn           | Yusuf           | 2    | 2            |                  |                  |         |
| Ú    | Brazílie          | João Felipe     | 1    |              |                  |                  | 1       |
| O    | Česko             | Tomáš Holeš     | 1    | 1            |                  |                  |         |
| O    | Slovensko         | Ladislav Takács | 1    | 1            |                  |                  |         |
| O    | Česko             | Jaroslav Zelený | 1    |              |                  |                  | 1       |
| O    | Česko             | David Zima      | 1    | 1            |                  |                  |         |
| Z    | Česko             | Jaromír Zmrhal  | 1    | 1            |                  |                  |         |
|      |                   | Vlastní         | 1    | —            | 1                | —                | —       |
|      |                   | Celkem          | 81   | 67           | 6                |                  | 8       |

Poslední úprava: konec ročníku

#### Fortuna:Liga
Sestavuje se pouze z utkání Fortuna:Ligy. Nejdůležitějším faktorem je počet startů v základní sestavě v soutěži. V případě rovnosti počtu duelů, rozhoduje pozdější start v základní sestavě.
| Číslo | Pozice   | N                 | Jméno           | Zápasy |
| ----- | -------- | ----------------- | --------------- | ------ |
| 1     | Brankář  | Česko             | Ondřej Kolář    | 30     |
| 5     | Obránce  | Česko             | Vladimír Coufal | 31     |
| 15    | Obránce  | Česko             | Ondřej Kúdela   | 30     |
| 18    | Obránce  | Česko             | Jan Bořil       | 27     |
| 25    | Obránce  | Česko             | Michal Frydrych | 22     |
| 7     | Záložník | Rumunsko          | Nicolae Stanciu | 30     |
| 28    | Záložník | Česko             | Lukáš Masopust  | 26     |
| 27    | Záložník | Pobřeží slonoviny | Ibrahim Traoré  | 24     |
| 23    | Záložník | Česko             | Petr Ševčík     | 23     |
| 9     | Záložník | Nigérie           | Peter Olayinka  | 19     |
| 11    | Útočník  | Česko             | Stanislav Tecl  | 22     |

Poslední úprava: konec ročníku

#### Evropské poháry
Sestavuje se pouze z utkání Ligy mistrů UEFA nebo Evropské ligy UEFA. Nejdůležitějším faktorem je počet startů v základní sestavě v soutěži. V případě rovnosti počtu duelů, rozhoduje pozdější start v základní sestavě.
| Číslo | Pozice   | N                 | Jméno           | Zápasy |
| ----- | -------- | ----------------- | --------------- | ------ |
| 1     | Brankář  | Česko             | Ondřej Kolář    | 8      |
| 18    | Obránce  | Česko             | Jan Bořil       | 8      |
| 15    | Obránce  | Česko             | Ondřej Kúdela   | 8      |
| 5     | Obránce  | Česko             | Vladimír Coufal | 8      |
| 2     | Obránce  | Česko             | David Hovorka   | 5      |
| 22    | Záložník | Česko             | Tomáš Souček    | 8      |
| 9     | Záložník | Nigérie           | Peter Olayinka  | 8      |
| 28    | Záložník | Česko             | Lukáš Masopust  | 8      |
| 7     | Záložník | Rumunsko          | Nicolae Stanciu | 8      |
| 27    | Záložník | Pobřeží slonoviny | Ibrahim Traoré  | 6      |
| 16    | Útočník  | Česko             | Milan Škoda     | 4      |

Poslední úprava: konec ročníku

## Zápasy v sezoně 2019/20

### Souhrn působení v soutěžích
| Soutěž            | Fáze startu | Momentální pozice/ kolo | Konečná pozice/ kolo | První zápas       | Poslední zápas    |
| ----------------- | ----------- | ----------------------- | -------------------- | ----------------- | ----------------- |
| 1. fotbalová liga | —           | —                       | vítěz                | 15. července 2019 | 8. července 2020  |
| MOL Cup           | 3. kolo     | —                       | osmifinále           | 25. září 2019     | 30. října 2019    |
| Liga mistrů UEFA  | play-off    | —                       | Skupina F            | 20. srpna 2019    | 11. prosinec 2019 |

### Letní přípravné zápasy
Zdroj: www.slavia.cz
| Datum                | Soupeř                     | Místo                    | Výsledek | Střelci Slavie                                                                                         |
| -------------------- | -------------------------- | ------------------------ | -------- | --- |
| 26/ 06/ 2019         | SK Dynamo České Budějovice | Čelákovice               | 0-2      | |
| 30/ 06/ 2019         | ŠK Slovan Bratislava       | Tehelné pole, Bratislava | 3-2      | 53' Tomáš Souček, 60' Tomáš Souček                                                                     |
| Soustředění Rakousko |                            |                          |          | |
| 02/ 07/ 2019         | FK Austria Wien            | Großpetersdorf, Rakousko | 2-3      | 11' Michal Frydrych, 27' Mick van Buren, 52' Tomáš Holeš                                               |
|                      |                            |                          |          | |
| 06/ 07/ 2019         | FC Spartak Trnava          | Trnava, Slovensko        | 0-3      | 40' Tomáš Souček, 62' Tomáš Souček, 72' Josef Hušbauer                                                 |
| 10/ 07/ 2019         | FK Viktoria Žižkov         | Střížkov, Praha          | 6-0      | 2' Mick van Buren, 10' Vladimír Coufal, 36' Abdulla Yusuf Helal, 86' Alexandru Băluță, 87' Tomáš Holeš |
| 05/ 09/ 2019         | MFK Chrudim                | Čelákovice               | 5-3      | 18' Tomáš Holeš, 28' Jakub Hora, 34' Stanislav Tecl, 50' Milan Škoda, 56' Lukáš Provod                 |

### Zimní přípravné zápasy
Zdroj: www.slavia.cz, Slávistické noviny
| Datum                   | Soupeř                  | Místo                                              | Výsledek  | Střelci Slavie                                                            |
| ----------------------- | ----------------------- | -------------------------------------------------- | --------- | ------------------------------------------------------------------------- |
| 22/ 01/ 2020            | FK Ústí nad Labem       | Stadion Evžena Rošického, Praha                    | 0-1       |                                                                           |
| 25/ 01/ 2020            | SK Dynamo Č. Budějovice | Stadion Evžena Rošického, Praha                    | 3-3       | 62' Oscar Dorley, 70' 76' Nicolae Stanciu                                 |
| Soustředění Portugalsko |                         |                                                    |           |                                                                           |
| 01/ 02/ 2020            | Aarhus GF               | Estádio Municipal Bela Vista, Parchal, Portugalsko | 3-4 (pen) | 48' 54' Petar Musa, 60' Daniel Kosek                                      |
| 04/ 02/ 2020            | Vålerenga IF            | Algarve, Portugalsko                               | 3-1       | 8' Lukáš Masopust, 81' Jaroslav Zelený, 90' Lukáš Provod                  |
| 07/ 02/ 2020            | Brondby IF              | Alcantarilha, Portugalsko                          | 0-2       |                                                                           |
| 08/ 02/ 2020            | Hammarby IF             | Algarve, Portugalsko                               | 4-2       | 3' Nicolae Stanciu, 7' Lukáš Masopust, 23' Jan Bořil, 87' Vladimír Coufal |

### Fortuna:Liga
| Poř. | Tým               | Z  | V  | R  | P  | VG | OG | B  |
| ---- | ----------------- | -- | -- | -- | -- | -- | -- | -- |
| 1.   | SK Slavia Praha   | 35 | 26 | 7  | 2  | 69 | 12 | 85 |
| 2.   | FC Viktoria Plzeň | 35 | 23 | 7  | 5  | 68 | 24 | 76 |
| 3.   | AC Sparta Praha   | 35 | 17 | 9  | 9  | 66 | 40 | 60 |
| 4.   | FK Jablonec       | 35 | 14 | 9  | 12 | 48 | 52 | 51 |
| 5.   | FC Slovan Liberec | 35 | 15 | 6  | 14 | 55 | 51 | 51 |
| 6.   | FC Baník Ostrava  | 35 | 12 | 11 | 12 | 47 | 43 | 47 |

|  | Postup do 4. předkola Ligy mistrů UEFA 2020/21                            |
|  | Postup do 2. předkola (nemistrovská kvalifikace) Ligy mistrů UEFA 2020/21 |
|  | Postup do 3. předkola Evropské ligy UEFA 2020/21                          |
|  | Postup do 2. předkola Evropské ligy UEFA 2020/21                          |
|  | Postup do zápasu o Evropskou ligu                                         |

Vysvětlivky: Z = Zápasy; V = Výhry; R = Remízy; P = Prohry; VG = Vstřelené góly; OG = Obdržené góly; B = Body.
| Celkem | Celkem | Celkem | Celkem | Celkem | Celkem | Celkem | Celkem | Doma | Doma | Doma | Doma | Doma | Doma | Venku | Venku | Venku | Venku | Venku | Venku |
| Z      | V      | R      | P      | VG     | OG     | GR     | Body   | V    | R    | P    | VG   | OG   | Body | V     | R     | P     | VG    | OG    | Body  |
| ------ | ------ | ------ | ------ | ------ | ------ | ------ | ------ | ---- | ---- | ---- | ---- | ---- | ---- | ----- | ----- | ----- | ----- | ----- | ----- |
| 35     | 26     | 7      | 2      | 69     | 12     | +57    | 85     | 15   | 3    | 0    | 40   | 3    | 48   | 11    | 4     | 2     | 29    | 9     | 37    |

Poslední úprava: konec ročníku
|          | 1 | 2 | 3 | 4 | 5 | 6 | 7 | 8 | 9 | 10 | 11 | 12 | 13 | 14 | 15 | 16 | 17 | 18 | 19 | 20 | 21 | 22 | 23 | 24 | 25 | 26 | 27 | 28 | 29 | 30 | 1 | 2 | 3 | 4 | 5 |
| -------- | - | - | - | - | - | - | - | - | - | -- | -- | -- | -- | -- | -- | -- | -- | -- | -- | -- | -- | -- | -- | -- | -- | -- | -- | -- | -- | -- | - | - | - | - | - |
| Hřiště   | V | V | D | V | D | V | D | V | D | V  | D  | V  | D  | V  | D  | D  | V  | D  | V  | D  | V  | D  | V  | D  | V  | D  | V  | D  | V  | D  | V | D | D | V | D |
| Výsledek | V | V | V | R | V | V | V | R | V | V  | V  | V  | V  | V  | V  | V  | R  | V  | V  | V  | P  | V  | P  | R  | V  | V  | V  | R  | R  | V  | V | V | V | V | R |
| Pozice   | 5 | 1 | 1 | 1 | 1 | 1 | 1 | 1 | 1 | 1  | 1  | 1  | 1  | 1  | 1  | 1  | 1  | 1  | 1  | 1  | 1  | 1  | 1  | 1  | 1  | 1  | 1  | 1  | 1  | V  | 1 | 1 | 1 | 1 | 1 |

#### Podzimní část
| 1. kolo 15. července 2019 | FC Fastav Zlín | 0 – 1 | SK Slavia Praha    | Letná, Zlín                     |  |
| 18:00 SELČ |                |       | 70' Josef Hušbauer | Diváci: 5.898 Rozhodčí: Zelinka |  |
| Poznámky: Sestava: Kolář – Coufal, Kúdela, Hovorka, Bořil – Souček (C) – Olayinka (46. Ševčík), Hušbauer, Traoré (82. Král), Zmrhal – Van Buren (58. Hilál) |                |       |                    |                                 |  |

| 2. kolo 21. července 2019 | FK Teplice                          | 1 – 5 | SK Slavia Praha                                                                               | Na Stínadlech, Teplice            |  |
| 19:00 SELČ | Jakub Mareš 46' Tomáš Vondrášek 52' |       | 12' Jaromír Zmrhal 20' Mick van Buren 44' Josef Hušbauer 67' Nicolae Stanciu 90' Tomáš Souček | Diváci: 13.112 Rozhodčí: Pechanec |  |
| Poznámky: Sestava: Kolář – Coufal, Kúdela, Hovorka, Bořil – Souček (C) – Ševčík, Hušbauer (61. Stanciu), Traoré (76. Král), Zmrhal – Van Buren (70. Hilál) |                                     |       |                                                                                               |                                   |  |

| 3. kolo 28. července 2019 | SK Slavia Praha    | 1 – 0 | SK Sigma Olomouc | Eden Arena, Praha               |  |
| 19:00 SELČ | Vladimír Coufal 6' |       |                  | Diváci: 13.263 Rozhodčí: Proske |  |
| Poznámky: Sestava: Kolář - Coufal, Kúdela, Hovorka, Bořil - Souček (C) - Ševčík, Traoré (46. Král), Hušbauer (81. Škoda), Zmrhal - Van Buren (76. Stanciu) |                    |       |                  |                                 |  |

| 4. kolo 4. srpna 2019 | MFK Karviná | 0 – 0 | SK Slavia Praha | Městský stadion Karviná, Karviná |  |
| 16:30 SELČ |             |       |                 | Diváci: 4.126 Rozhodčí: Machálek |  |
| Poznámky: Sestava: Kolář - Coufal, Kúdela, Frydrych, Bořil - Souček (C), Hušbauer - Masopust (77. Olayinka), Král, Ševčík (69. Stanciu) - Van Buren (73. Hilál) |             |       |                 |                                  |  |

| 5. kolo 10. srpna 2019 | SK Slavia Praha    | 1 – 0 | FC Slovan Liberec | Eden Arena, Praha           |  |
| 19:30 SELČ | Lukáš Masopust 39' |       |                   | Diváci: 252 Rozhodčí: Marek |  |
| Poznámky: Sestava: Kolář – Coufal, Hovorka, Frydrych, Bořil – Souček (C) – Holeš (80. Traoré), Hušbauer, Stanciu (65. Král), Masopust (73. Olayinka) – Van Buren |                    |       |                   |                             |  |

| 6. kolo 16. srpna 2019 | SK Dynamo České Budějovice | 0 – 3 | SK Slavia Praha                                        | Střelecký ostrov, České Budějovice |  |
| 18:00 SELČ |                            |       | 48' Nicolae Stanciu 76' Peter Olayinka 83' Milan Škoda | Diváci: 6.681 Rozhodčí: Julínek    |  |
| Poznámky: Sestava: Kolář - Coufal, Hovorka, Kúdela, Zelený - Masopust (65. Van Buren), Souček (C), Hušbauer, Stanciu (78. Traoré), Olayinka - Hilál (76. Škoda) |                            |       |                                                        |                                    |  |

| 7. kolo 24. srpna 2019 | SK Slavia Praha                                                            | 4 – 0 | Bohemians Praha 1905 | Eden Arena, Praha               |  |
| 19:30 SELČ | Josef Hušbauer 9' Michal Frydrych 49' Ondřej Kúdela 56' Ibrahim Traoré 90' |       | 59' Kamil Vacek      | Diváci: 16.243 Rozhodčí: Rejžek |  |
| Poznámky: Sestava: Markovič – Holeš, Kúdela (66. Traoré), Frydrych, Zelený – Král – Ševčík, Hušbauer (C), A. Baluta – Tecl (73. Van Buren), Júsuf Hilál (56. Milan Škoda) |                                                                            |       |                      |                                 |  |

| 8. kolo 1. září 2019 | SFC Opava                         | 1 – 1 | SK Slavia Praha    | Městský stadion, Opava        |  |
| 16:30 SELČ | Jaroslav Svozil 13' Jan Žídek 90' |       | 24' Peter Olayinka | Diváci: 4.795 Rozhodčí: Berka |  |
| Poznámky: Sestava: Kovář – Holeš, Kúdela, Frydrych, Zelený – Souček (C) – Masopust (60. Van Buren), Stanciu (78. Tecl), Hušbauer, Olayinka – Júsuf Hilál (67. Škoda) |                                   |       |                    |                               |  |

| 9. kolo 14. září 2019 | SK Slavia Praha                                         | 3 – 0 | 1. FC Slovácko | Eden Arena, Praha               |  |
| 19:00 SELČ | Josef Hušbauer 20' Vladimír Coufal 30' Lukáš Provod 78' |       |                | Diváci: 13.789 Rozhodčí: Franěk |  |
| Poznámky: Sestava: Kolář - Coufal, Kúdela, Hovorka, Zelený - Traoré - Hora, Stanciu (79. Van Buren), Hušbauer, Olayinka (69. Provod) - Škoda (C) (75. Tecl) |                                                         |       |                |                                 |  |

| 10. kolo 22. září 2019 | AC Sparta Praha     | 0 – 3 | SK Slavia Praha                                                                     | Generali Arena, Praha            |  |
| 18:00 SELČ | Benjamin Tetteh 82' |       | 19' (pen) Tomáš Souček 55' (vl.) Michal Sáček 66' Josef Hušbauer 90' Lukáš Masopust | Diváci: 17.292 Rozhodčí: Zelinka |  |
| Poznámky: Sestava: Kolář - Coufal, Kúdela, Hovorka, Bořil - Souček (C) - Masopust, Hušbauer, Stanciu (70. Zelený), Olayinka (90.+2 Hora) - Tecl (75. Škoda) |                     |       |                                                                                     |                                  |  |

| 11. kolo 28. září 2019 | SK Slavia Praha    | 1 – 0 | FK Mladá Boleslav | Eden Arena, Praha              |  |
| 19:00 SELČ | Peter Olayinka 14' |       |                   | Diváci: 18.079 Rozhodčí: Marek |  |
| Poznámky: Sestava: Kolář - Coufal, Hovorka, Kúdela (46. Frydrych), Bořil - Souček (C) - Masopust, Hušbauer, Stanciu, Olayinka (89. Zelený) - Škoda (71. Tecl) |                    |       |                   |                                |  |

| 12. kolo 6. října 2019 | FK Jablonec | 0 – 2 | SK Slavia Praha                     | Stadion Střelnice, Jablonec    |  |
| 18:00 SELČ |             |       | 70' Tomáš Souček 73' Peter Olayinka | Diváci: 4.863 Rozhodčí: Proske |  |
| Poznámky: Sestava:Kolář - Coufal, Kúdela, Frydrych, Bořil - Souček (C) - Masopust (63. Provod), Hušbauer, Stanciu (83. Hora), Olayinka - Tecl (68. Škoda) |             |       |                                     |                                |  |

| 13. kolo 19. října 2019 | SK Slavia Praha                                              | 3 – 1 | 1. FK Příbram    | Eden Arena, Praha                |  |
| 19:00 SELČ | Tomáš Souček 63' (pen) Marek Kodr 68' (vl.) Tomáš Souček 73' |       | 31' Michal Škoda | Diváci: 16.437 Rozhodčí: Zelinka |  |
| Poznámky: Sestava: Kolář - Holeš, Kúdela, Frydrych, Zelený - Souček - Masopust (79. Van Buren), Hušbauer, Ševčík, Provod (54. Stanciu) - Milan Škoda (C) (61. Tecl) |                                                              |       |                  |                                  |  |

| 14. kolo 27. října 2019 | FC Viktoria Plzeň | 0 – 1 | SK Slavia Praha      | Doosan Arena, Plzeň             |  |
| 17:00 SELČ |                   |       | 45+5' Josef Hušbauer | Diváci: 11.625 Rozhodčí: Franěk |  |
| Poznámky: Sestava:Kolář – Coufal, Kúdela, Hovorka (61. Frydrych), Bořil – Souček – Ševčík, Stanciu, Hušbauer (66. Traoré), Olayinka – Tecl (82. Škoda) |                   |       |                      |                                 |  |

| 15. kolo 2. listopadu 2019 | SK Slavia Praha                                                      | 4 – 0 | FC Baník Ostrava  | Eden Arena, Praha              |  |
| 17:00 SEČ | Tomáš Souček 43' Tomáš Souček 52' Stanislav Tecl 68' Petr Ševčík 77' |       | 61' Milan Jirásek | Diváci: 18.297 Rozhodčí: Klíma |  |
| Poznámky: Sestava: Kolář - Coufal, Frydrych, Takács, Bořil - Souček (C) (78. Hilál) - Ševčík, Stanciu (69. Traoré), Hušbauer, Olayinka (73. Van Buren) - Tecl |                                                                      |       |                   |                                |  |

| 16. kolo 10. listopadu 2019 | SK Slavia Praha                                          | 3 – 0 | FK Teplice | Eden Arena, Praha                 |  |
| 17:00 SEČ | Tomáš Souček 29' (pen) Petr Ševčík 89' Ondřej Kúdela 90' |       |            | Diváci: 16.271 Rozhodčí: Pechanec |  |
| Poznámky: Sestava: Kolář – Coufal, Kúdela, Frydrych, Bořil – Souček (C) – Masopust (75. Ševčík), Stanciu (83. Traoré), Hušbauer, Olayinka – Júsuf (62. Škoda) |                                                          |       |            |                                   |  |

| 17. kolo 23. listopadu 2019 | SK Sigma Olomouc | 0 – 0 | SK Slavia Praha    | Andrův stadion, Olomouc        |  |
| 17:00 SEČ |                  |       | 45' Lukáš Masopust | Diváci: 8.119 Rozhodčí: Rejžek |  |
| Poznámky: Sestava: Kolář – Coufal, Kúdela, Frydrych, Bořil – Takács – Masopust, Ševčík, Hušbauer (C), Olayinka – Tecl (46. Van Buren) |                  |       |                    |                                |  |

| 18. kolo 1. prosince 2019 | SK Slavia Praha                           | 2 – 0 | MFK Karviná | Eden Arena, Praha                  |  |
| 17:00 SEČ | Ladislav Takács 63' Milan Škoda 90' (pen) |       |             | Diváci: 12.042 Rozhodčí: Dubravský |  |
| Poznámky: Sestava: Coufal, Kúdela, Takács, Bořil – Souček (C) – Ševčík, Hušbauer (88. Traoré), Stanciu, Olayinka (56. Provod) – Van Buren (56. Škoda) |                                           |       |             |                                    |  |

| 19. kolo 6. prosince 2019 | FC Slovan Liberec | 0 – 3 | SK Slavia Praha                                   | Stadion U Nisy, Liberec         |  |
| 19:30 SEČ |                   |       | 8' Milan Škoda 23' Ibrahim Traoré 73' Petr Ševčík | Diváci: 5.326 Rozhodčí: Zelinka |  |
| Poznámky: Sestava: Kolář - Coufal, Takács, Kúdela, Bořil - Souček (C) - Ševčík, Traoré (78. Provod), Stanciu, Olayinka (64. Masopust) - Škoda (70. Van Buren) |                   |       |                                                   |                                 |  |

| 20. kolo 15. prosince 2019 | SK Slavia Praha                                                        | 4 – 1 | SK Dynamo České Budějovice | Eden Arena, Praha               |  |
| 17:00 SEČ | Milan Škoda 13' Vladimír Coufal 19' Lukáš Masopust 28' Milan Škoda 58' |       | 52' Ubong Moses Ekpai      | Diváci: 16.214 Rozhodčí: Franěk |  |
| Poznámky: Sestava: Kolář – Coufal, Takács, Kúdela, Bořil (76. Holeš) – Souček (C), Traoré (72. Hora) – Masopust (79. Hilál), Ševčík, Provod – Škoda |                                                                        |       |                            |                                 |  |

#### Jarní část
| 21. kolo 16. února 2020 | Bohemians 1905   | 1 – 0 | SK Slavia Praha | Ďolíček, Praha                 |  |
| 17:00 SEČ | Jan Vodháněl 70' |       |                 | Diváci: 6.277 Rozhodčí: Rejžek |  |
| Poznámky: Sestava: Kolář – Coufal, Kúdela, Frydrych, Bořil (C) – Provod – Masopust (72. Tecl), Ševčík, Traoré (65. Stanciu), Olayinka (79. Hellebrand) – Musa |                  |       |                 |                                |  |

| 22. kolo 22. února 2020 | SK Slavia Praha                   | 2 – 0 | SFC Opava | Eden Arena, Praha               |  |
| 14:30 SEČ | Petar Musa 32' Stanislav Tecl 84' |       |           | Diváci: 16.139 Rozhodčí: Ginzel |  |
| Poznámky: Sestava: Kolář - Coufal, Kúdela, Tijani, Bořil (C) - Zima, Ševčík - Olayinka (90.+1 Holeš), Stanciu, Provod (67. Masopust) - Musa (72. Tecl) |                                   |       |           |                                 |  |

| 23. kolo 29. února 2020 | 1. FC Slovácko                         | 2 – 0 | SK Slavia Praha | Stadion Miroslava Valenty, Uherské Hradiště |  |
| 14:30 SEČ | Milan Petržela 32' Ondřej Zahustel 89' |       |                 | Diváci: 7.032 Rozhodčí: Berka               |  |
| Poznámky: Sestava: Kolář - Coufal, Kúdela (C), Tijani, Holeš (70. Hilál) - Zima (46. Tecl) - Provod (46. Masopust), Stanciu, Oscar, Olayinka - Musa |                                        |       |                 |                                             |  |

| 24. kolo 8. března 2020 | SK Slavia Praha  | 1 – 1 | AC Sparta Praha     | Eden Arena, Praha               |  |
| 14:30 SEČ | Petar Musa 90+3' |       | 80' Benjamin Tetteh | Diváci: 19.370 Rozhodčí: Franěk |  |
| Poznámky: Sestava: Kolář – Coufal, Kúdela, Takács, Bořil – Ševčík, Traoré – Masopust (82: Hellebrand), Stanciu (82. Júsuf), Olayinka – Tecl (71. Musa) |                  |       |                     |                                 |  |

#### Jarní část - pokračování
| 25. kolo 26. května 2020 | FK Mladá Boleslav | 0 – 1 | SK Slavia Praha | Lokotrans Aréna, Mladá Boleslav |  |
| 20:00 SELČ |                   |       | 22' Petr Ševčík | Rozhodčí: Zelinka               |  |
| Poznámky: Sestava: Kolář – Coufal, Kúdela, Zima, Bořil (C) – Traoré (29. Provod) – Holeš, Ševčík (58. Takács), Stanciu, Masopust (89. Frydrych) – Tecl (89. Musa) |                   |       |                 |                                 |  |

| 26. kolo 30. května 2020 | SK Slavia Praha                                                                               | 5 – 0 | FK Jablonec | Eden Arena, Praha  |  |
| 20:00 SELČ | Nicolae Stanciu 21' (pen) Tomáš Holeš 29' Lukáš Provod 56' Stanislav Tecl 61' Yusuf 78' (pen) |       |             | Rozhodčí: Královec |  |
| Poznámky: Sestava: Kolář – Coufal, Kúdela (76. Frydrych), Zima, Bořil (C) – Holeš (65. Traoré), Takács – Masopust (65. Hellebrand), Stanciu (73. Hilál), Provod – Tecl (65. Musa) |                                                                                               |       |             |                    |  |

| 27. kolo 2. června 2020 | 1. FK Příbram | 0 – 1 | SK Slavia Praha | Na Litavce, Příbram |  |
| 20:00 SELČ |               |       | 82' Petar Musa  | Rozhodčí: Pechanec  |  |
| Poznámky: Sestava: Kolář - Coufal, Kúdela, Zima, Bořil (C) - Traoré, Takács (68. Musa) - Masopust (59. Hellebrand), Stanciu (86. Frydrych), Provod - Tecl (86. Hilál) |               |       |                 |                     |  |

| 28. kolo 7. června 2020 | SK Slavia Praha | 0 – 0 | FC Viktoria Plzeň | Eden Arena, Praha |  |
| 20:00 SELČ |                 |       |                   | Rozhodčí: Franěk  |  |
| Poznámky: Sestava: Kolář – Coufal, Kúdela, Zima, Bořil – Ševčík, Holeš (90. Frydrych) – Masopust (87. Hellebrand), Stanciu, Provod – Tecl (87. Musa) |                 |       |                   |                   |  |

| 29. kolo 10. června 2020 | FC Baník Ostrava                                            | 2 – 2 | SK Slavia Praha                                           | Městský stadion v Ostravě-Vítkovicích |  |
| 18:00 SELČ | Jaroslav Svozil 17' Patrizio Stronati 90' 87' Milan Jirásek |       | 14' Nicolae Stanciu 90' Lukáš Masopust 90' Stanislav Tecl | Rozhodčí: Berka                       |  |
| Poznámky: Sestava: Ondřej Kolář – Coufal (88. Jusuf), Kúdela, Zima, Bořil (C) – Ševčík, Traoré (80. Holeš) – Hellebrand (46. Masopust), Stanciu (90. Frydrych), Provod – Musa (46. Tecl) |                                                             |       |                                                           |                                       |  |

| 30. kolo 14. června 2020 | SK Slavia Praha    | 1 – 0 | FC Fastav Zlín | Eden Arena, Praha   |  |
| 18:00 SELČ | Lukáš Masopust 74' |       |                | Rozhodčí: Ardeleanu |  |
| Poznámky: Sestava: Kolář - Coufal, Kúdela (46. Takács), Zima, Bořil (C) - Ševčík, Holeš (68. Traoré) - Masopust, Stanciu (86. Hellebrand), Provod - Musa (79. Frydrych) |                    |       |                |                     |  |

#### Skupina o titul
| 1. kolo 20. června 2020 | FC Baník Ostrava | 1 – 3 | SK Slavia Praha                             | Městský stadion v Ostravě-Vítkovicích |  |
| 20:00 SELČ | David Buchta 90' |       | 14' David Zima 43' Jan Bořil 90' Petar Musa | Diváci: 1.722 Rozhodčí: Královec      |  |
| Poznámky: Sestava: Kolář - Coufal, Frydrych, Zima, Bořil (C) - Ševčík (75. Traoré), Holeš - Masopust (82. Oscar), Stanciu (86. Takács), Provod - Tecl (86. Musa) |                  |       |                                             |                                       |  |

| 2. kolo 24. června 2020 | SK Slavia Praha | 1 – 0 | FC Viktoria Plzeň | Eden Arena, Praha               |  |
| 20:00 SELČ | Petr Ševčík 69' |       |                   | Diváci: 3.500 Rozhodčí: Zelinka |  |
| Poznámky: Sestava: Kolář - Coufal, Kúdela, Zima, Bořil (C) - Traoré (86. Takács), Ševčík - Masopust (87. Oscar), Stanciu (88. Frydrych), Provod - Tecl (75. Musa) |                 |       |                   |                                 |  |

| 3. kolo 28. června 2020 | SK Slavia Praha                                                 | 4 – 0 | FK Jablonec | Eden Arena, Praha             |  |
| 19:00 SELČ | Petar Musa 8' Petr Ševčík 34' Petar Musa 58' Lukáš Masopust 87' |       |             | Diváci: 2.800 Rozhodčí: Lerch |  |
| Poznámky: Sestava: Markovič – Coufal, Takács, Kúdela (33. Frydrych), Bořil (C) (73. Filipe) – Stanciu, Ševčík (59. Traoré) – Oscar (73. Masopust), Júsuf (59. Hellebrand), Provod – Musa |                                                                 |       |             |                               |  |

| 4. kolo 5. července 2020 | FC Slovan Liberec  | 1 – 3 | SK Slavia Praha                             | Stadion U Nisy, Liberec        |  |
| 17:00 SELČ | Milan Králíček 80' |       | 34' Ibrahim Traoré 45' Yusuf 49' Petar Musa | Diváci: 2.488 Rozhodčí: Franěk |  |
| Poznámky: Sestava: Kovář (C) – Holeš (61. Masopust), Frydrych, Zima – Coufal, Traoré, Hellebrand (60. Stanciu), Oscar, Kosek (61. Provod) – Júsuf Hilál (60. Tecl), Musa (75. Červ) |                    |       |                                             |                                |  |

| 5. kolo 8. července 2020 | SK Slavia Praha | 0 – 0 | AC Sparta Praha | Eden Arena, Praha             |  |
| 18:00 SELČ |                 |       |                 | Diváci: 4 700 Rozhodčí: Berka |  |
| Poznámky: Sestava: Kolář – Coufal, Frydrych, Zima, Bořil (C) – Masopust (87. Hellebrand), Holeš (62. Traoré), Ševčík (90+1. Olayinka), Stanciu (87. Oscar), Provod – Tecl (87. Júsuf Hilál) |                 |       |                 |                               |  |

### Liga mistrů UEFA
Hlavní článek: Liga mistrů UEFA 2019/20

#### Předkola
| Play-off 20. srpna 2019 | CFR Kluž | 0 – 1 | SK Slavia Praha    | Dr. Constantina Rădulesca, Kluž       |  |
| 21:00 SELČ |          |       | 28' Lukáš Masopust | Diváci: 23 500 Rozhodčí: Cüneyt Çakır |  |
| Poznámky: Sestava: Kolář – Coufal, Kúdela, Hovorka, Bořil – Souček (C), Traoré (64. Král) – Masopust (84. Holeš), Stanciu, Olayinka – van Buren (68. Škoda) |          |       |                    |                                       |  |

| Play-off - odveta 28. srpna 2019 | SK Slavia Praha | 1 – 0 | CFR Kluž | Eden Aréna, Praha                       |  |
| 21:00 SELČ | Jan Bořil 66'   |       |          | Diváci: 18 562 Rozhodčí: Tommaso Rocchi |  |
| Poznámky: Sestava: Kolář – Coufal, Kúdela, Hovorka, Bořil – Masopust (84. Traoré), Stanciu (90. Frydrych), Souček, Král, Olayinka – Škoda (C), (79. Júsuf) |                 |       |          |                                         |  |

#### Skupina F
| Poř. | Tým               | Z | V | R | P | VG | OG | B  |
| ---- | ----------------- | - | - | - | - | -- | -- | -- |
| 1.   | FC Barcelona      | 6 | 4 | 2 | 0 | 9  | 4  | 14 |
| 2.   | Borussia Dortmund | 6 | 3 | 1 | 2 | 8  | 8  | 10 |
| 3.   | Inter Milán       | 6 | 2 | 1 | 3 | 10 | 9  | 7  |
| 4.   | SK Slavia Praha   | 6 | 0 | 2 | 4 | 4  | 10 | 2  |

Poslední úprava: 10. prosince 2019
Vysvětlivky: Z = Zápasy; V = Výhry; R = Remízy; P = Prohry; VG = Vstřelené góly; OG = Obdržené góly; B = Body.

#### Základní skupina
| 1. hrací den 17. září 2019 | Inter Milán        | 1 – 1 | SK Slavia Praha    | San Siro, Milán                       |  |
| 18:55 SELČ | Nicolò Barella 90' |       | 63' Peter Olayinka | Diváci: 50 128 Rozhodčí: Ruddy Buquet |  |
| Poznámky: Sestava: Kolář - Coufal, Kúdela, Hovorka, Bořil - Souček (C), Hušbauer - Masopust (79. Hilál), Traoré (60. Zelený), Stanciu - Olayinka (85. Provod) |                    |       |                    |                                       |  |

| 2. hrací den 2. října 2019 | SK Slavia Praha | 0 – 2 | Borussia Dortmund                   | Eden Aréna, Praha                      |  |
| 18:55 SELČ |                 |       | 35' Achraf Hakimi 89' Achraf Hakimi | Diváci: 19 370 Rozhodčí: Björn Kuipers |  |
| Poznámky: Sestava: Kolář - Coufal, Hovorka, Kúdela, Bořil - Souček (C) - Masopust (75. Zelený), Stanciu (83. Škoda), Ševčík, Olayinka - Tecl (59. Van Buren) |                 |       |                                     |                                        |  |

| 3. hrací den 23. října 2019 | SK Slavia Praha | 1 – 2 | FC Barcelona                             | Eden Aréna, Praha                     |  |
| 21:00 SELČ | Jan Bořil 50'   |       | 3' Lionel Messi 57' (vl.) Peter Olayinka | Diváci: 19 170 Rozhodčí: Bobby Madden |  |
| Poznámky: Sestava: Kolář – Coufal, Kúdela, Hovorka, Bořil – Souček(C), Ševčík – Masopust (76. Masopust), Stanciu (76. Hušbauer) , Zelený (46. Tecl) – Olayinka |                 |       |                                          |                                       |  |

| 4. hrací den 5. listopadu 2019 | FC Barcelona | 0 – 0 | SK Slavia Praha | Camp Nou, Barcelona                     |  |
| 18:55 SEČ |              |       |                 | Diváci: 67 023 Rozhodčí: Michael Oliver |  |
| Poznámky: Sestava: Kolář – Coufal, Kúdela, Frydrych, Bořil – Souček – Ševčík, Traoré (57. Tecl), Stanciu (63. Hušbauer), Olayinka – Masopust (82. Provod) |              |       |                 |                                         |  |

| 5. hrací den 27. listopadu 2019 | SK Slavia Praha         | 1 – 3 | Inter Milán                                                 | Eden Aréna, Praha                         |  |
| 21:00 SEČ | Tomáš Souček 37' (pen.) |       | 18' Lautaro Martínez 81' Romelu Lukaku 88' Lautaro Martínez | Diváci: 19 370 Rozhodčí: Szymon Marciniak |  |
| Poznámky: Sestava: Kolář - Coufal, Kúdela, Frydrych (83. Takács), Bořil - Souček (C), Hušbauer (70. Zelený) - Masopust, Stanciu (58. Traoré), Ševčík - Olayinka |                         |       |                                                             |                                           |  |

| 6. hrací den 10. prosince 2019 | Borussia Dortmund                  | 2 – 1 | SK Slavia Praha  | Signal Iduna Park, Dortmund              |  |
| 21:00 SEČ | Jadon Sancho 10' Julian Brandt 61' |       | 43' Tomáš Souček | Diváci: 65 079 Rozhodčí: Sergej Karasjov |  |
| Poznámky: Sestava: Kolář – Coufal, Takács (83. Hušbauer), Kúdela, Bořil – Ševčík, Souček (C) – Masopust (72. Traoré), Stanciu, Olayinka – Škoda (65. Yusuf) |                                    |       |                  |                                          |  |

### MOL Cup
Hlavní článek: MOL Cup 2019/20
| 3. kolo 25. září 2019 | SK Slavia Praha | 8 – 0 | FK Slavoj Vyšehrad | Stadion FK Viktoria Žižkov, Praha |  |
| 16:00 SELČ | Milan Škoda 16' Mick van Buren 21' Milan Škoda 29' Milan Škoda 40' Milan Škoda 43' Michal Frydrych 54' Jaroslav Zelený 59' João Felipe 87' |       | 52' Jan Vejvar     | Diváci: 2.543 Rozhodčí: Klíma     |  |
| Poznámky: Sestava: Markovič – Holeš, Frydrych, Hromada (70. Aguiar), Kosek – Hora, Ševčík, Zelený, Provod (61. Tecl) – Van Buren, Škoda (C) (61. Hilál) | |       |                    |                                   |  |

| osmifinále 30. října 2019 | FC Baník Ostrava                | 2 – 0 (PP) | SK Slavia Praha | Městský stadion v Ostravě-Vítkovicích |  |
| 17:00 SEČ | Dame Diop 102' Tomáš Smola 116' |            |                 | Diváci: 6.878 Rozhodčí: Královec      |  |
| Poznámky: Sestava: Kolář – Holeš (91. Coufal), Kúdela, Frydrych, Zelený – Traoré (106. Tecl) – Masopust, Hušbauer, Hora, Provod (64. Stanciu) – van Buren (72. Júsuf) |                                 |            |                 |                                       |  |

## Ostatní týmy SK Slavia
zdroj: FAČR
| Tým                             | Soutěž                         | Umístění       |
| Mužské soutěže                  | Mužské soutěže                 | Mužské soutěže |
| ------------------------------- | ------------------------------ | -------------- |
| SK Slavia Praha „B“             | Česká fotbalová liga A         | 6. místo       |
| SK Slavia Praha U19             | I.Celostátní liga U19          | 2. místo       |
| SK Slavia Praha U18             | Česká liga dorostu U19 A       | 3. místo       |
| SK Slavia Praha U17             | I.Celostátní liga U17          | 1. místo       |
| SK Slavia Praha U16             | Česká liga dorostu U17 A       | 1. místo       |
| SK Slavia Praha U15             | Česká liga žáků U15            | 2. místo       |
| SK Slavia Praha U14             | Česká liga žáků U14            | 2. místo       |
| SK Slavia Praha U13             | Česká liga žáků U13 B          | 1. místo       |
| SK Slavia Praha U12             | Česká liga žáků U12 B          | 2. místo       |
| Ženské soutěže                  |                                |                |
| SK Slavia Praha – ženy          | 1. liga žen                    | 1. místo       |
| SK Slavia Praha – ženy          | Pohár KFŽ                      | semifinále     |
| Juniorský tým                   | 1. liga dorostenek             | 2. místo       |
| SK Slavia Praha – starší žákyně | 1. liga starších žákyň – Čechy | 1. místo       |
| SK Slavia Praha – mladší žákyně | 1. liga mladších žákyň – Čechy | 2. místo       |